# 耶和华见证人的伯特利

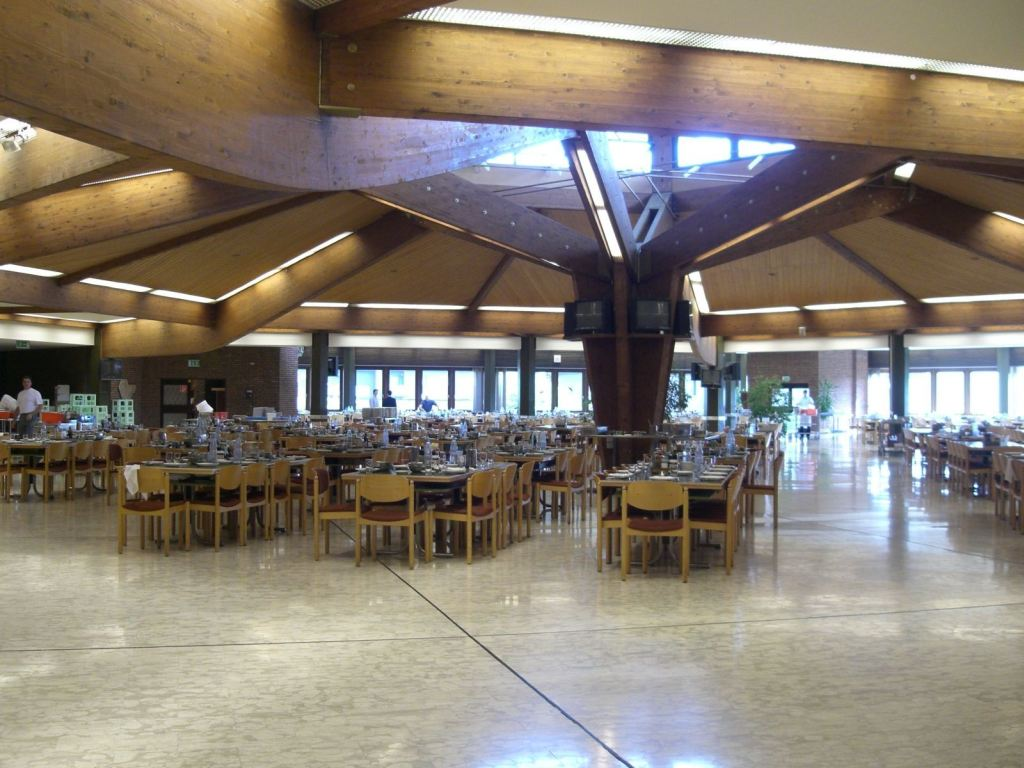
德国伯特利的餐厅

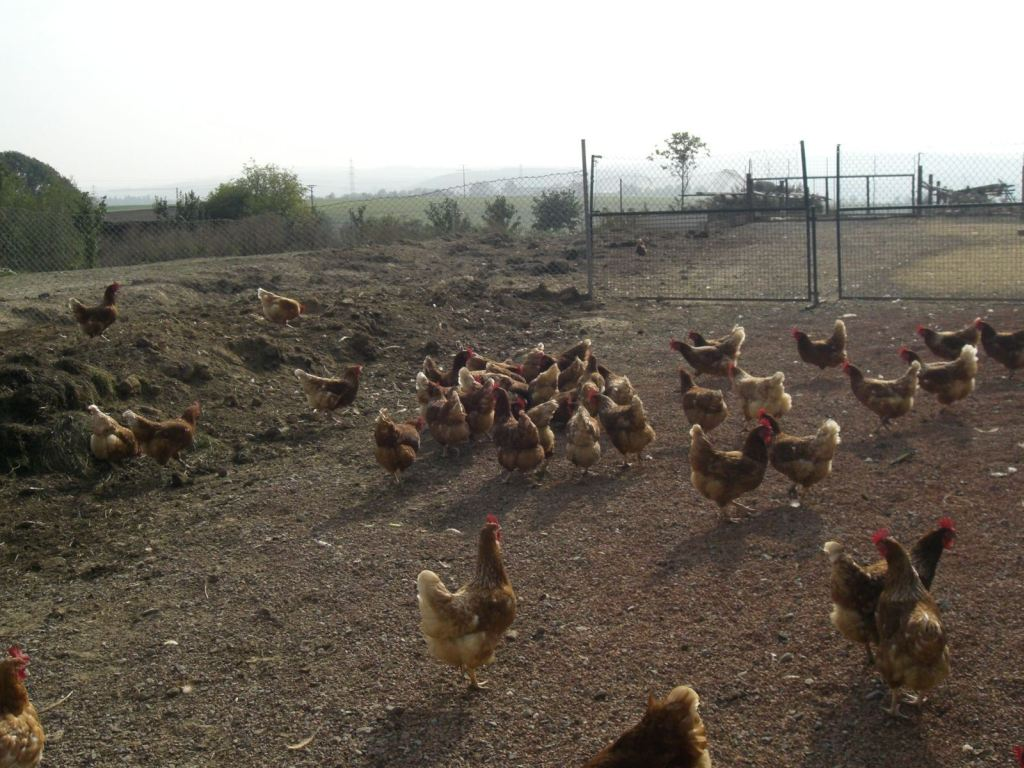
农场喂养的肉食鸡

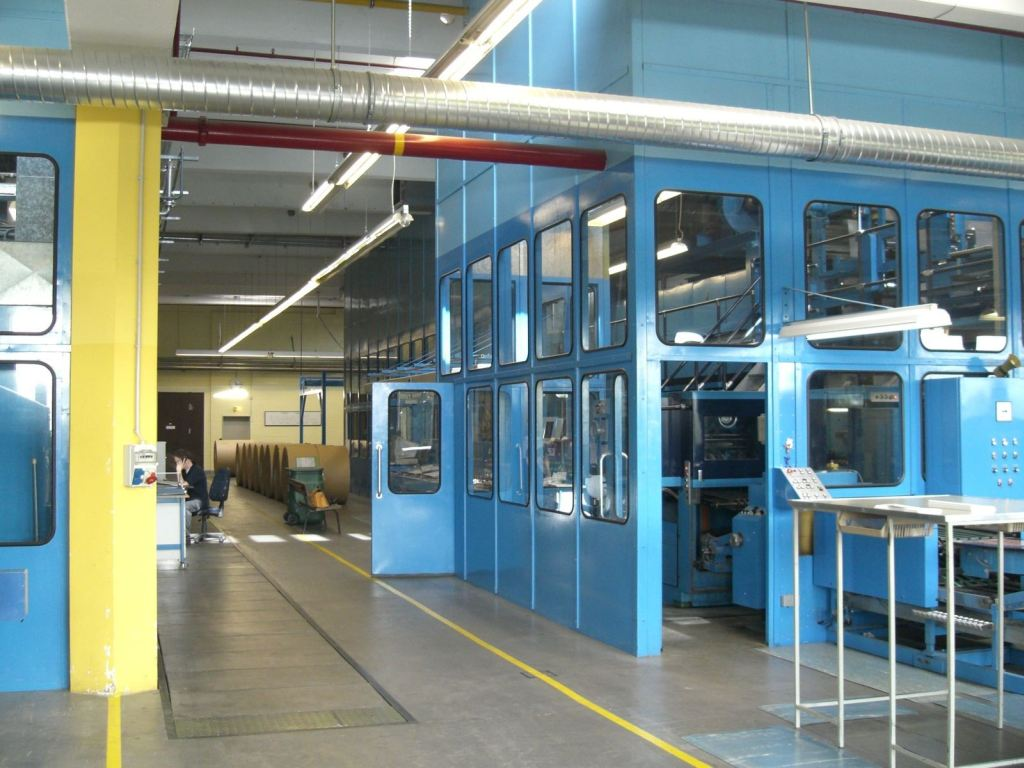
德国伯特利的大型彩色印刷机

耶和华见证人的伯特利，是指該基督宗教團體所建立的一社区。在世界各地的分部办事处，耶和华见证人都设有伯特利家庭，作为其组织在区域的地区中枢，负责統籌当地传道事务。

## 历史
第一个耶和华见证人的伯特利于1896年建于美国宾夕法尼亚州阿勒格尼，共12名成员。伯特利的成员全是完全義務的志願工作者，放弃世俗的工作搬到伯特利社区，完成守望台書社指派的任何工作。第二次世界大战以后，耶和华见证人的人数开始快速增长，全球各地纷纷建立分部办事处以适应需求。为減輕守望台总部的工作压力，伯特利家庭開始在几个其他国家成立，志愿的耶和华见证人通过申请便可到社区服务。
到2013年為止，全球已经有超过2万2719人在各处的伯特利社区服务，分布在全球91个国家和地区。由于有些地方的伯特利家庭没有足够的地方供志愿人员居住，不少志愿者每天须自行乘坐交通工具前往伯特利家庭和工厂工作。

## 职能分布
耶和华见证人建立的伯特利社区是一个特殊的区域，由於所有均為志願工作者，其独特的生产关系和群体关系给每訪者或到來工作的其他機構人員都留下與別不同的印象。典型的伯特利社区分为几个主要职能部分：

### 管理机构
主要负责区域内各个城市和分区的传道事务，对每个区域的工作提供必要的帮助和协调。这一部门还要负责整个社区的管理工作，财务工作，还有人事调动等等。在大多数伯特利都有完整的管理机构和委员会，负责其管理区域内的资料分发，信件处理和会众的探访工作，其中周游监督就是由伯特利的长老团委任。

### 生产机构
生产机构分为三大部分，产品设计、生产和物流。
1. 产品设计的主要工作是组织对需要制作的产品如《守望台》杂志、《警醒!》杂志，各种书籍书刊，宣传页、宣传册、单页等进行设计、对不同的语言版本进行翻译、修正和校对。制作印刷使用的铜板。
2. 产品生产环节的主要工作是吧设计好的版面通过大型的印刷设备按照设计要求做成不同的产品。控制产品的质量，并检查印刷铜版是否有错误。这一个环节是需要人工最多的部分，属于劳动密集型。
3. 物流环节主要负责产品的分发和运输，原材料的购买，工业垃圾的处理等等。

### 服务机构
服务机构主要负责整个社区的建设、修理、保洁、清洗、伙食等。社区工厂和管理机构的人不需要自己清洁房间、清洗衣物，所有这些服务由此机构完成。一个较大型的伯特利社区每天都要处理上千的衣物。衣物上的编号可以让服务机构的人正确的把清洗好的衣物送回主人的房间。

### 食品供应
社区中大部分产品（諸如面粉、糖、蔬菜等）的供应有的来自其它公司，也有向当地的蔬菜供应商大批量进口，也有部分是社区自行种植而来。有些社区周围可能設有专门的动物养殖场和农田、和种植园。在发达国家地區的田地使用大型机械，只需要很少的工人就可以完成种收作业，而在第三世界国家则需要较多的人力。

## 经济结构
1. 支出：伯特利社区的主要经济支出是生产材料、电力、供水、食品。由于在这里的所有志願工作人員都不领取工资，所以劳动力成本仅为日常食物供应和服务费用。
2. 收入：伯特利日常费用全部通过全世界的耶和华见证人自愿捐款，與天主教国家自动从雇员工资强制扣除宗教税来取得支持各教会费用的方式完全不同。另外，还有部分贷款也是来自其成员的捐助。只德国，其伯特利社区的固定资产累计投资超过一亿欧元。

## 参看条目
- 耶和华见证人
- 耶和华见证人的合法机构
- 耶和华见证人的治理机构